# القيصرية (الرقة)
القيصرية قرية سورية تتبع ناحية مركز تل أبيض في منطقة تل أبيض في محافظة الرقة. بلغ عدد سكانها 228 نسمة في عام 2004 حسب إحصاء المكتب المركزي للإحصاء.